# Аиеа
Аиеа (англ. Aiea) — статистически обособленная местность в США в округе Гонолулу штата Гавайи. По данным переписи 2020 года, численность населения составляла 10 408 человек.

## Население
| 2010 | 2020    |
| ---- | ------- |
| 9338 | ↗10 408 |